# Gräsköfjärden

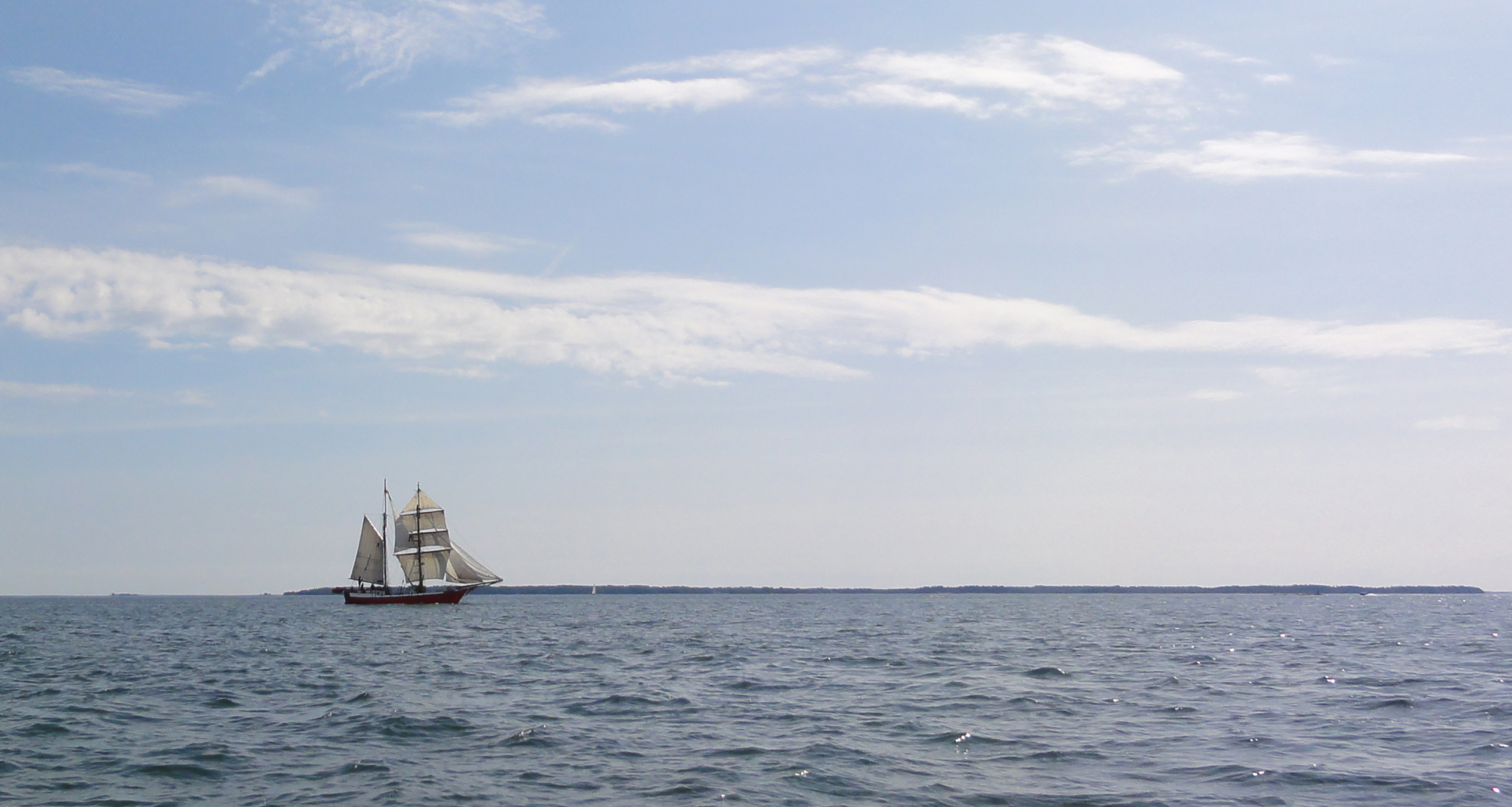
Gräsköfjärden genom Kråkhålet vid Furusundsleden.

Gräsköfjärden är en fjärd i Stockholms norra skärgård. Fjärden är cirka 6 nautiska mil lång och sträcker sig från Sundskär och Vidinge i öster till Oxhalsö i väster. Den gränsar i norr till Furusundsleden vid Gräskö och i söder ansluter den till Kudoxafjärden mellan Norröra och Kudoxa.